# SKEPP
 (novembre 2019).
 (février 2022).
La mise en forme du texte ne suit pas les recommandations de Wikipédia : il faut le « wikifier ».
Les points d'amélioration suivants sont les cas les plus fréquents. Le détail des points à revoir est peut-être précisé sur la page de discussion.
- Les titres sont pré-formatés par le logiciel. Ils ne sont ni en capitales, ni en gras.
- Le texte ne doit pas être écrit en capitales (les noms de famille non plus), ni en gras, ni en italique, ni en « petit »…
- Le gras n'est utilisé que pour surligner le titre de l'article dans l'introduction, une seule fois.
- L'italique est rarement utilisé : mots en langue étrangère, titres d'œuvres, noms de bateaux, etc.
- Les citations ne sont pas en italique mais en corps de texte normal. Elles sont entourées par des guillemets français : « et ».
- Les listes à puces sont à éviter, des paragraphes rédigés étant largement préférés. Les tableaux sont à réserver à la présentation de données structurées (résultats, etc.).
- Les appels de note de bas de page (petits chiffres en exposant, introduits par l'outil «  Source ») sont à placer entre la fin de phrase et le point final[comme ça].
- Les liens internes (vers d'autres articles de Wikipédia) sont à choisir avec parcimonie. Créez des liens vers des articles approfondissant le sujet. Les termes génériques sans rapport avec le sujet sont à éviter, ainsi que les répétitions de liens vers un même terme.
- Les liens externes sont à placer uniquement dans une section « Liens externes », à la fin de l'article. Ces liens sont à choisir avec parcimonie suivant les règles définies. Si un lien sert de source à l'article, son insertion dans le texte est à faire par les notes de bas de page.
- La présentation des références doit suivre les conventions bibliographiques. Il est recommandé d'utiliser les modèles {{Ouvrage}}, {{Chapitre}}, {{Article}}, {{Lien web}} et/ou {{Bibliographie}}. Le mode d'édition visuel peut mettre en forme automatiquement les références.
- Insérer une infobox (cadre d'informations à droite) n'est pas obligatoire pour parachever la mise en page.

Pour une aide détaillée, merci de consulter Aide:Wikification.
Si vous pensez que ces points ont été résolus, vous pouvez retirer ce bandeau et améliorer la mise en forme d'un autre article.
Le SKEPP est une organisation indépendante belge néerlandophone sceptique. Le nom de l'organisation est un rétroacronyme pour Studiekring voor de Kritische Evaluatie van Pseudowetenschap en het Paranormale ("Cercle d'études pour l'évaluation critique de la pseudoscience et du paranormal").

## Fondation
Le SKEPP est une organisation à but non lucratif issue de la société astronomique belge Vereniging voor Sterrenkunde, fondée en 1990 par, entre autres, Prof. Etienne Vermeersch, Prof. Willem Betz, Tim Trachet et Prof. Jean Paul Van Bendegem.

## Activités
Le SKEPP tire l'essentiel de son financement des cotisations des membres. À l’initiative du membre du conseil et ancien rédacteur en chef Tom Schoepen, le SKEPP publie son propre magazine trimestriel depuis 2000, Wonder en is gheen wonder (lit. « Émerveillement et au-delà »), un magazine pour la science et la raison, qui traite à la fois de sujets pseudoscientifiques et de sujets liés à la philosophie de la science.
En 2012, le SKEPP organise une série de conférences et de débats réunissant des scientifiques et des philosophes renommés, sous le nom de Het Denkgelag ("Salle de Réflexion"), devenu depuis une organisation à but non lucratif indépendante qui organise des conférences sceptiques. En 2015, le SKEPP a organisé l'événement Zomerschool Kritisch Denken (Université d'Été sur la Pensée Critique) destiné aux professionnels de l'éducation. Actuellement, le SKEPP organise les éditions locales mensuelles de Skeptics in the Pub à Gand, Anvers et Louvain.
Depuis 1996, le SKEPP décerne des récompenses annuelles aux non-membres : le Zesde vijs ("Sixième vis") et le Skeptische Put ("Fosse Sceptique", jeu de mots sur fosse septique).
Le premier est décerné à « quelqu'un qui s'est distingué au cours de la dernière année par la diffusion de connaissances objectives sur la pseudoscience et le paranormal, ou les ayant fait remarquer par les médias en présentant un point de vue nuancé ou une argumentation bien documentée ». Ce prix a été attribué à, entre autres, Maggie De Block (2014) et Jean Bricmont (1997)
Le Skeptische Put quant à lui est attribué à « quelqu'un qui, selon le SKEPP, a fait preuve d'une pensée exceptionnellement dénuée de discernement et qui a totalement mal compris la vulgarisation de la science et de la connaissance ». Le Skeptische Put a été attribué à, entre autres : Mattias Desmet (2020).

## Médias
En 2004, l’organisation a fait la une des journaux lorsque trente sceptiques de l’Université de Gand ont mené une « tentative de suicide en masse » en prenant une overdose de venin de serpent, de belladone et d’arsenic dilué de façon homéopathique. Le but de cette action était de démontrer que les produits homéopathiques ne contiennent aucun principe actif,. En outre, l’assurance maladie belge a été accusée de se placer au-dessus de la loi en tant qu’entités commerciales en remboursant les traitements alternatifs. Selon le SKEPP, en remboursant les traitements alternatifs, les organismes d'assurance maladie donneront au public belge l'impression qu'il s'agit de médicaments ou de traitements efficaces. En 2014, la Cour d'appel belge à Bruxelles a donné raison au SKEPP dans le procès intenté par le médecin néerlandais Robert Görter, qualifié de charlatan par l'organisation en 2004.

## Le prix Sisyphe d'un million d'euros
Depuis le 1er octobre 2012, l'organisation s'est engagée à attribuer le prix Sisyphe d'un million d'euros à toute personne pouvant démontrer des capacités paranormales dans des conditions contrôlées. Cela inclut les phénomènes paranormaux ainsi que l'homéopathie. Le même défi est également proposé par diverses organisations européennes sceptiques et constitue l'équivalent du One Million Dollar Paranormal Challenge (Challenge Paranormal d'Un Million de Dollars) américain, proposé par la Fondation éducative James Randi.
Aujourd'hui, le prix est fixé à 25 000€. La candidature au prix coûte 50 € « afin d'éviter les inscriptions frivoles ». Certaines affirmations ne sont pas admissibles pour le test, comme par exemple les affirmations religieuses sur l'existence de Dieu ou la prétention de pouvoir influencer le climat car elles ne sont pas vérifiables.